# Общество риска
Общество риска — в широком смысле представляет собой интегральную концепцию, объединяющую взгляды на развитие современного социума в условиях его повышенной рискогенности, наличия глобальных угроз и опасностей. В узком — под этим понятием подразумевается новая форма общества индустриального модерна, характерной чертой которого является риск.
Понятие «общество риска» ввёл в современную социологию в своем труде «Общество риска. На пути к другому модерну» (1986) немецкий социолог Ульрих Бек, разработавший впоследствии теорию «мирового общества риска». Собственные теории рисков нелинейных социумов предложили также Энтони Гидденс и Никлас Луман.

## «Общество риска» Ульриха Бека
Согласно теории немецкого социолога Ульриха Бека современный социум переходит от состояния индустриальной модернизации к состоянию общества риска, которое, в свою очередь, не является постиндустриальным. Оно представляет новую ступень общества модерна, в котором производство рисков превалирует над производством богатства, характерного для индустриального общества.

«Общество риска подразумевает, что прошлое теряет свою детерминирующую силу для современности. На его место – как причина нынешней жизни и деятельности – приходит будущее, т.е. нечто несуществующее, конструируемое, вымышленное. Когда мы говорим о рисках, мы спорим о чем-то, чего нет, но что могло бы произойти, если сейчас немедленно не переложить руль в противоположном направлении». — Бек У. Что такое глобализация?
Основным отличием современных рисков от рисков индустриального общества является отсутствие их обусловленности прошлым и тесная связь с настоящим и будущим. По Беку, более подвержены рискам низшие слои населения, однако последствия риска могут затронуть и тех, кто оставался в выигрыше от них. Такую закономерность социолог называет «эффектом бумеранга».
Для доказательства того, что риски общества новой ступени модерна приобретают глобальный вневременной характер, У. Бек формулирует пять аргументов:
1. Риски появляются на вершине развития производительных сил, могут вызываться веществами, недоступными для восприятия органами чувств. Риски высвобождают «системно обусловленные, часто необратимые разрушительные силы, остаются, как правило, невидимыми», соответственно находят свое выражение в знании или незнании о них.
2. Риски имеют двоякую природу: с одной стороны, они усиливают классовое неравенство, с другой, «взрывают классовую систему построения общества» из-за «эффекта бумеранга», который распространяет риски не только на низшие, но и на высшие слои общества. Также риски производят неравенство на интернациональном уровне.
3. Расширение влияния рисков не сказывается на капитализме, так как риски – большой бизнес, играющий на потребностях защиты от них.
4. «…в классовых обществах бытие определяет сознание, в то время как в обществе риска сознание определяет бытие». Само развитие социума предполагает наличие рисков.
5. Из-за распространения и умножения рисков политика не может больше оставаться в стороне от производственного процесса, так как возникающие катастрофы вызывают побочные эффекты социального, политического и экономического характера.
Отдельно Бек выделяет два типа преодоления рисков, характерных для современного общества: симптоматическое и символическое. Однако, согласно мнению социолога, оба типа носят характер «косметической обработки» – то есть не искореняют причин возникновения. При этом риск – «неотъемлемая принадлежность прогресса, как волна, поднимаемая носом отправившегося в дальнее плавание корабля», производимая самим социумом. Противодействие рискам осуществляется с помощью особой рефлексивности в их отношении, подразумевающее сочетание научных методов и наблюдений социальной практики для выяснения истинных причин риска и их последствий.

## Развитие и критика концепции общества риска
Усложнение рисков и их тенденция к глобализации подтолкнули Бека к формулированию новой концепции «мирового общества риска». По его мнению, система международных отношений претерпевает существенные изменения в связи с распространением новых вызовов и угроз (например, угрозы глобального терроризма), следовательно, на смену принципу «методологического национализма», подразумевающего рассмотрение национальных государств как главных акторов международной политики, приходит принцип космополитизма. По Беку, «категория мирового общества риска контрастирует с той, которая обозначает общество риска <…> глобальный риск есть инсценирование реальности глобального риска... только через воображение и инсценирование мирового риска будущая катастрофа становится настоящим — зачастую с целью избежания её принимаются значимые решения в настоящее время. В таком случае диагноз риска превращался бы в “самоисполняющееся пророчество”».
Усовершенствованная концепция определяет различия между рисками старого и нового типа: последние «делокализованы», «неисчисляемы», «не поддаются компенсациям». Подобный космополитический поворот может привести к «ловушке риска» – ситуации, в которой даже эксперты по риску не смогут предсказать его последствия и предложить методы управления риском, что грозит повышением рискогенности в обществе.
Н. Луман рассматривает риск с точки зрения восприятия общества как аутопойетической самоорганизующейся системы , которой в целом присуще создание ситуаций неопределённости. В своем труде «Понятие риска Архивная копия от 6 августа 2015 на Wayback Machine» он указывает, что люди традиционного общества сталкивались с риском в формате «неуверенности относительно будущего», не выделяя риск в отдельный концепт. В современном же обществе риск представляет собой изменяющееся в соответствии с социальными реалиями явление, своеобразным образом соотносящееся с понятием опасности. По Луману, риск напрямую связан с принятием решения по поводу будущего, в то время как опасность – характеристика эффектов окружающего мира.

«Либо возможный ущерб рассматривается как следствие решения, т.е. вменяется решению. Тогда мы говорим о риске, именно о риске решения. Либо же считается, что причины такового ущерба находятся вовне, т.е. вменяются окружающему миру. Тогда мы говорим об опасности». — Луман Н. Понятие риска
Одним из ключевых понятий для понимания сущности риска Н. Луман считает «порог катастрофы», сталкиваясь с которым индивиды, весьма различные по социальным характеристикам, перестают быть склонными к риску. Другими словами, о риске можно говорить лишь тогда, когда порог катастрофы не достигается. Риски, по Луману, развиваются в состоянии контингенции, то есть, возможностью иного, связанной с не-необходимой и множественной зависимостью. Контингенция обуславливает неопределённость наступления как позитивного, так и негативного будущего исхода, зависящего от принятого в настоящем решения. Луман отмечает, что на восприятие риска оказывает существенное влияние пространственная и временная позиция индивида, его статусно-ролевой функционал. Социолог полагает, что не существует «свободного от риска поведения», равно как и ситуации «абсолютной надежности». Нельзя уберечься от риска также в случае принятия решения или отказа решения, так как второе в современном мире – тоже является решением. Риск превращается в имманентную характеристику аутопоетического общества.
По мнению Энтони Гидденса, качественно новыми для современного общества являются риски антропогенного характера, которые сам социолог называет рукотворными и соотносит с внешними, не зависящими от человека рисками. Для обоснования перехода от влияния внешних рисков к превалированию рукотворных Гидденс вводит понятие «конца природы» — ситуации, в которой практически не осталось аспектов материальной среды, не ощутившей на себе вмешательство человека. В связи с этим усиливается амбивалентность риска, который может одновременно рассматриваться и как негативное явление, несущее угрозу человеческому существованию, и как позитивное — выполняющее функцию катализатора общественных преобразований.

«Два аспекта риска — его негативная и позитивная стороны — проявились уже в новое время, на заре существования индустриального общества. Риск — это динамичная мобилизующая сила в обществе, стремящемся к переменам, желающим самостоятельно определять свое будущее, а не оставлять его во власти религий, традиций или капризов природы». — Гидденс Э.  Ускользающий мир: как глобализация меняет нашу жизнь.
В концепции Гидденса риски представляют собой глобальное, характерное для всего человечества явление, обусловленное большей степенью неопределённости и непредсказуемости результата, чем риски общества индустриального модерна. Он отмечает, что понятие риска, неактуальное для традиционного общества, являлось поначалу пространственно-временной категорией, пока не превратилось в описательную характеристику «целого ряда ситуаций, связанных с неопределенностью». Если в традиционном обществе человек полагался на традиции, обычаи, религию и сверхъестественные силы, то человек «поздней современности» постоянно должен делать выбор на основе экспертного, личного или коллективного риск-опыта.

«Жить в эпоху «поздней современности» — значит жить в мире случайности и риска — неизменных спутников системы, стремящейся к установлению господства над природой и рефлексивному творению истории». — Giddens. Modernity and Self-Identity: Self and Society in the Late Modern Age.
Лишенный традиционных способов избавления от риска, человек оказывается перед лицом «неизведанного будущего», риск-осмысление и установление контроля над которым Гидденс называет «колонизацией будущего». Влияние неизведанного будущего на принятие решений находит своё отражение в парадоксе, названном Гидденсом в свою честь. Его сущность заключается в том, что «люди находят для себя трудным с таким же уровнем реальности отнестись к будущему, с каким они относятся к настоящему»..
Исследованием особенностей рисков в российском обществе занимаются отечественные социологи О. Н. Яницкий и С.А. Кравченко. По определению Кравченко, 

«Общество риска — risk society — современное общество, важнейшими характеристиками которого являются: социальные, экономические, политические и культурные условия производства институциональной неопределенности, увеличение фрагментарности, хаоса; утрата четкого разграничения между природой и культурой; стирании ранее возведенных границ между классами, нациями, людьми; количественное и качественное возрастание рисков». 

## Критика
Социолог Брайан Тёрнер в своем труде «Ориентализация, постмодернизм и глобализм» критикует концепцию общества риска У. Бека. По мнению Тёрнера, риск становится функцией зависимости общества от социальных институтов, иными словами, происходит от социальной ненадёжности институционализированных моделей поведения. Кроме того, риск, по Тёрнеру, возникает из-за производства богатства. Тёрнер критикует Бека за то, что тот не принял во внимание более ранние исследования риска и неопределённости и попытался представить свою концепцию как принципиально новый социологический подход. Более того, Тёрнер считает, что анализ неопределённости и гибкости рынка труда, приводимый Беком в качестве аргумента, может быть воспринят как усовершенствованная версия анализа постиндустриального общества, проведённого Дэниелом Беллом. В отличие от Бека, Тёрнер не считает, что риск настолько сильно поменялся за последние три столетия.  Так, эпидемии чумы в эпоху Средневековья носили глобальный характер, грозивший вымиранием. Не согласен Тёрнер и с мнением Бека, что жизнь в своей основе стала более рискованной. Он полагает, что риски стоит просто исследовать на разных уровнях, добавляя, что по факту Бек описывает макро-риски.